# 令牌傳遞
令牌傳遞（token passing）是一種局域网中通訊的通道存取方法，其中有一種稱為令牌的信號在節點之間傳遞，收到令牌的節點表示授權可以通訊，此方法和要事先定義主站（master）的輪詢（polling）存取方法不同。令牌傳遞著名的例子有令牌环及ARCNET，其他的例子有光纤分布式数据接口（FDDI），在1990年代初期很受歡迎。
令牌傳遞架構在有負載下的性能退化是確定性的，這是令牌傳遞在工業控制區域網路（例如製造自動化通訊協定）很受歡迎的原因。令牌傳遞的架構有轮转调度的機制，若封包的大小相等，會有極大極小公平的特性。相對於競爭為基礎的通道存取方法，令牌傳遞的優點是沒有碰撞，也不需要等待時間，當有大量需求時頻道的頻寬可以充分的利用，其缺點是當通訊需求不多時，節點也需等待到令牌才能通訊，因此延遲會變大。
有些令牌傳遞的架構中隱含了令牌傳遞的過程，因此不需真的傳遞令牌信號。例如ITU-T的G.hn下，利用現有家用線路（電源線、電話線及同軸線）的「无竞争时隙」（Contention Free Time Slots）通道存取方法。
在PROFIBUS通訊協定中，若網路中有多個主站，主站的控制權也會用令牌傳遞進行，以使各主站可以輪流作用。